# Robert Henry Thurston
Robert Henry Thurston, född 25 oktober 1839 i Providence, Rhode Island, död 25 oktober 1903 i Ithaca, New York, var en amerikansk ingenjör och uppfinnare.

## Biografi
Thurston avlade ingenjörsexamen vid Brown University 1859, blev teknologie doktor 1885 och juris doktor 1889. Efter att ha praktiserat som ingenjör utnämndes han 1865 till biträdande professor i "natural philosophy", vid United States Naval Academy i Annapolis, tjänstgjorde 1871-85 som professor i maskinlära vid Stevens Institute of Technology och blev 1885 professor i samma ämne vid Cornell University i Ithaca. Han gjorde sig bemärkt som uppfinnare av materialprovningsmaskiner, regulatorer m.m. samt var flitigt verksam som författare. Han utgav ett stort antal böcker rörande materiallära, ångmaskinlära, maskinbyggnadskonst m.m. samt publicerade omkring 300 vetenskapliga artiklar.
Thurston var den förste presidenten för American Society of Mechanical Engineers  (1880-83) och ledamot av ett stort antal vetenskapliga samfund, bland annat svenska Vetenskapsakademien (från 1885).